# Бігунь
Бігу́нь — село в Україні, в Словечанській сільській територіальній громаді Коростенського району Житомирської області. Кількість населення становить 1 614 осіб (2001). У 1923—2018 роках — адміністративний центр однойменної сільської ради.

## Географія
У межах села бере початок річка Бігунь. Лежить на автодорозі Овруч — Кованка. Відстань до Овруча — 38 км, до найближчої залізничної станції, Велідники — 23 км.

## Населення
У 1885 році кількість мешканців села — 900, дворів — 98.
За переписом 1897 року кількість мешканців зросла до 1471 особи (745 чоловічої статі та 726 — жіночої), з яких 1425 — православної віри, у 1900 році — 1 410 мешканців, 208 дворів, у 1906 році — 1 597 осіб, дворів — 240, у 1923 році чисельність населення становила 2 645 осіб, кількість дворів — 383.
Станом на 1972 рік кількість населення становила 2 090 осіб, дворів — 501.
Відповідно до результатів перепису населення СРСР, кількість населення, станом на 12 січня 1989 року, становила 1 821 особу, станом на 5 грудня 2001 року, відповідно до перепису населення України, кількість мешканців села становила 1 614 осіб.

### Мова
Розподіл населення за рідною мовою за даними перепису 2001 року:
| Мова       | Відсоток |
| ---------- | -------- |
| українська | 99,38 %  |
| білоруська | 0,31 %   |
| російська  | 0,31 %   |

## Історія
Поселення на території села існувало з давніх часів, документальна згадка про нього вперше трапляється у 1545 році в люстрації Овруцького замку, де зазначено, що село, поруч із сусідніми Тхорином, Листвином та Можарами входило до Каменицької волості, яка належала капітулу Віленського костьолу.
У 1581 році належало Віленській капітулі, в 1848 році — власність Черняховських.
Станом на 1885 рік — колишнє власницьке село Словечанської волості Овруцького повіту Волинської губернії.
В кінці 19 століття — село в Словечанській волості Овруцького повіту, біля витоків Бігунки, притоки Уборті, за 36 верст від Овруча та 6 верст від містечка Словечне, входило до словечанської православної парафії; власність Владислава Зуленського.
У 1906 році — сільце Словечанської волості (3-го стану) Овруцького повіту Волинської губернії. Відстань до повітового центру, м. Овруч, становила 36 верст, до волосного центру, міст. Словечне, 5 верст. Найближче поштово-телеграфне відділення розташовувалося в Овручі.
У 1923 році включене до складу новоствореної Бігунської сільської ради, котра, від 7 березня 1923 року, стала частиною новоутвореного Словечанського району Коростенської округи; адміністративний центр ради. Розміщувалося за 5 верст від районного центру, міст. Словечне.
На фронтах Другої світової війни воювали 700 жителів села, з них 500 чоловік загинуло, 599 — нагороджені орденами й медалями. У 1965 році на їх честь було споруджено пам'ятник.
17 грудня 1942 року німецький каральний загін вдерся в с. Бігунь, і, звинувачуючи людей у допомозі партизанам, почали зганяти людей до церкви. 12 чоловік, які втікали до лісу, були розстріляні. Односельчани-німці Емілія Кичка та Шульц, що володіли німецькою мовою, зуміли зупинити розправу. Декілька чоловік розстріляли, решту погнали в с. Можари. Село спалили, згоріли всі 496 дворів, де, ще в травні 1941, проживало 2503 людини.
Після спалення села, бігунці, в основному, переховувались в лісових масивах на північ від села, створюючи своєрідні табори. Не рідко були випадки масового знищення таких таборів каральними експедиціями окупантів. Так було схоплено у лісі чимало бігунців і загнано в сарай у с. Побичі, де, разом із мешканцями інших сіл, їх було спалено.
За радянської влади в селі розміщувалася центральна садиба колгоспу ім. Димитрова, котрий мав у користуванні 2510 га земель, з них 1 182 га ріллі; спеціалізувався на виробництві м'яса та вирощуванні зернових і технічних культур. В селі була середня школа, будинок культури, бібліотека, фельдшерсько-акушерський пункт та відділення зв'язку.
30 грудня 1962 року, внаслідок ліквідації Словечанського району, село, в складі сільської ради, увійшло до Овруцького району Житомирської області.
23 липня 1991 року, відповідно до постанови Кабінету Міністрів Української РСР № 106 «Про організацію виконання постанов Верховної Ради Української РСР…», село віднесене до зони гарантованого добровільного відселення (третя зона) внаслідок аварії на Чорнобильській АЕС.
18 січня 2018 року село включене до складу Словечанської сільської територіальної громади Овруцького району Житомирської області. Від 19 липня 2020 року, разом з громадою, в складі новоствореного Коростенського району Житомирської області.

## Відомі люди
- Стельникович Віталій Віталійович (1986—2014) — солдат Збройних сил України, учасник російсько-української війни.